# Dialetto massese
Il dialetto massese (el masseso) è una varietà linguistica parlata nella città italiana di Massa e in alcune frazioni del suo territorio comunale.

## Classificazione
Il massese, a differenza dei contigui dialetti carrarese e lunigiano, ascritti alla lingua emiliana, è considerato come un dialetto di tipo toscano, come ad esempio nella Carta dei dialetti d'Italia di Giovan Battista Pellegrini del 1977, nella classificazione di Luciano Giannelli del 1988 o, in maniera ancora più approfondita, da Daniele Vitali (glottologo), nel primo volume della collana dialetti emiliani e dialetti toscani del 2020. Tuttavia, in altri studi il massese è inserito nei dialetti lunigiani o lunigianesi e perciò ascritto al sistema gallo-italico. Per altri ancora è la sola variante urbana del centro storico di Massa a poter essere ritenuta esposta a parziale toscanizzazione, mentre tutto intorno si sarebbero mantenute varietà prettamente gallo-italiche. Vi è inoltre chi rileva che persino l'estremità meridionale dell'area apuana risulti già nettamente separata dal territorio linguisticamente toscano. Per aiutare nella classificazione del dialetto massese si riportano gli elementi caratterizzanti dei dialetti galloitalici: 1) La sincope fonetica e l'indebolimento delle sillabe atone. 2) la scomparsa delle consonanti geminanti. 3) la generale tendenza all'apocope (caduta delle vocali singolari finali differenti da A) fenomeno al quale è estraneo il ligure, salvo che nel caso di vocaboli che hanno per penultima lettera N ed M (es. can e sian). 4) l'utilizzo del pronome clitico soggetto e la costruzione della frase nell'ordine obbligatorio soggetto-verbo-oggetto, come in francese. Mentre in toscano o italiano l'ordine è libero. 5) La riduzione della [ a ] latina tonica a [ e ], visibile particolarmente negli infiniti dei verbi della prima coniugazione, fenomeno assente tra gli altri dialetti in ligure. 6) La S sonora, cioè simile a Z, in posizione intervocalica. 7) La lenizione, ossia il fenomeno della trasformazione delle occlusive sorde del latino in sonore (es. fatica-fadiga). 8) La trasformazione di é in è (es. nèva o nèa per néve). 9) La trasformazione di ò in ó (es. bón piuttosto che buono). 10) In alcuni dialetti settentrionali si ha la palatizzazione di A davanti a L, che diviene E. Ebbene di detti fenomeni il massese presenta i n.1,4,5,6,7,8 e 9. completamente, il n.2 e 3 solo parzialmente. Ossia nessuno dei fenomeni tipici dei dialetti settentrionali, salvo quello riferito al punto 10, è completamente assente nel massese. Relativamente al punto 2 si ha una riduzione delle doppie in massese (es. doppia r o doppia L, e talvolta doppia T), ma non una loro totale assenza, e relativamente al fenomeno 3, questi è generalizzato solo nelle frazioni a nord del Frigido, mentre a sud del Frigido la vocali finali maschili cadono solo in un numero limitato di casi (es. “Can”, “Pan”, “Nazion”, ecc.) alla maniera del ligure.

## Diffusione
Il massese, ossia l'insieme delle parlate di tipo massese, fuori dal comune di Massa, si estende, sebbene con talune differenze, solo al comune di Montignoso, giacché negli altri comuni confinanti con Massa si parlano altri dialetti quali il versiliese (che pur mostra un substrato apuano), il vaglino (varietà di alto garfagnino, un tempo piuttosto affine al massese), il lunigianese (con influenze emiliane e liguri) o il carrarese (altro dialetto lunigianese distinto rispetto al massese, nonostante le affinità che rendono le due parlate totalmente intellegibili fra loro). La parlata più schiettamente massese si può ascoltare nelle frazioni montane attorno Massa, quali Forno, Resceto, Casette, mentre nella piana, sin dall'Ottocento, si è assistito a un processo di italianizzazione del dialetto, con sostituzioni di parole quali mo' con adesso, e in ispecial modo di quella parte del lessico più lontana dall'italiano e dal vicino toscano (es. ariatto è sostituito da ugelin oppure furbattola da farfala, così come frola da novela). Tipico della parlata della pianura è pure l'abbandono del costume di fare terminare tutti i vocaboli maschili, necessariamente in O (es. maro piuttosto che mare) e femminili in A (es.fama per fame), riallacciandosi all'italiano. Le varietà dialettali dei paesi montani, molto conservative, mostrano una maggiore arcaicità e, per certi aspetti, una certa lontananza dal toscano comune (contrariamente a quanto avvenuto per il centro di Massa, più aperto alle influenze provenienti dalla Versilia), conservando certi elementi che li accostano di più al carrarino che al dialetto del centro di Massa. Caratteri quali le cacuminali (es. Bedo, per Belo), l'uso del "te" in luogo del "tu", la pronuncia delle V, che invece sono quasi scomparse nel dialetto del centro. (es" i lavorave ", invece di "i laoraa" per dire lavorava). Anche il dileguo o, più di frequente, riduzione a vocale indistinta ǝ (scevà) delle atone in corpo di parola o, nei participi e negli infiniti, a avvicina i dialetti delle frazioni più decentrate al carrarino, piuttosto che al massese del centro urbano o Cinquale, che sono le aree più esposte alle influenze versiliesi.

## Caratteristiche e storia
Non è ancora chiaro perché in provincia di Massa-Carrara si parlino dialetti emiliani e di transizione verso l'emiliano in quanto l'area è appartenuta sì al ducato di Modena e Reggio, però solo per un breve lasso di tempo a cavallo tra i secoli XVIII e XIX, quando ormai il dialetto era già formato. Certamente ebbero un peso maggiore i contatti commerciali che la zona ebbe dall'Alto Medioevo con l'Emilia occidentale, in particolare con il Piacentino. Le caratteristiche emiliane che si riscontrano nella provincia di Massa e Carrara sono infatti riconducibili a quella parte di Emilia che sta a contatto con la Liguria, quindi all'area linguisticamente piacentina.
Nonostante la parziale emilianizzazione dell'area, comunque, è evidente l'esistenza di un sostrato autoctono, che si potrebbe definire ligure-apuano, da non confondersi con l'attuale ligure sviluppatosi su basi genovesi, nel dialetto locale. Il fenomeno è evidente soprattutto nella fonetica e utenza, giacché pure la provincia della Spezia, la Versilia e la Garfagnana (entrambe in provincia di Lucca), ossia tutte le aree che costituirono il territorio dei Liguri Apuani, sebbene oggi siano a livello linguistico ripartite tra lunigianese, ligure orientale e garfagnino-versiliese, hanno evidenti affinità sia di lessico e tradizioni, e soprattutto di fonetica, essendo quest'ultimo l'aspetto più conservativo di una lingua. A tutt'oggi vi è un'alta intelligibilità' tra i dialetti parlati nell'area tra Spezia e Montignoso (spezzino, sarzanese, carrarino, massese e parlate della Lunigiana), nonostante che i dialetti locali siano stati inglobati in differenti subfamiglie dialettali. Come noto la lingua è, tra gli aspetti culturali, quello più soggetto a influenze esterne e talvolta, per ricostruire la storia linguistica di una comunità è necessario dare uno sguardo ad altri aspetti della cultura: infatti tra Lunigiana, Spezzino, Alpi Apuane, Garfagnana e Versilia, all'apparente frammentazione linguistica fa comunque da contraltare una importante omogeneità dal punto di vista etnografico (tradizioni, usi, costumi), che differenziano l'area da quelle circostanti, specialmente dalla Toscana e in buona parte anche dall'Emilia, configurandola, piuttosto, come propaggine della Liguria.
Pare che sino al X-XI sec. si fosse conservata una parlata preromana, nell'area dei Monti Apuani (forse il ligure-apuano?). Infatti nel Codice Pelavicini si fa riferimento alla strana parlata delle genti delle valli apuane (Cit, manoscritto Codice Pelavicino). Pur essendo l'area del dialetto massese affatto ampia, enorme è (o meglio era) la sua frammentazione interna, tra la parlata della piana e della città e quella delle frazioni montane del comune. Ciascuna di queste frazioni, sebbene distino quasi sempre meno di 10 km dal centro di Massa, aveva un proprio specifico dialetto, con numerose parole differenti dal massese e un accento proprio (“calata” in dialetto). Tra queste parlate della montagna, la più distante dal massese standard era el lantoneso, parlata della frazione di Antona, La vulgata afferma che ad Antona e in altri centri montani si siano stabiliti, in epoca imprecisata, gruppi di corsi, ma manca qualsiasi riscontro di tipo documentario, senza contare poi che, linguisticamente, le analogie col corso sono condivise da tutti i dialetti del comune di Massa e non da quelli di singole frazioni. Aree conservative sono anche quelle di Forno e Canali (Gronda, Guadina, Resceto), dove fino a pochi anni or sono si usava un lessico in gran parte distinto rispetto a Massa (es.Tartuffole, Bisalanga/Bisangola e Bacaculi, Butiro e Toté ossia patate, altalena, capriole, burro e nascondino).
Il massese condivide numerosissime caratteristiche coi dialetti di alcuni comuni alto garfagnini Giuncugnano, Minucciano e Vagli Sotto e a livello d'accento anche con quelli dell'Alta Versilia. L'estraneità dell'area massese rispetto alla Toscana si nota anche nella frase "a vaghe 'n Toscana" (vado in Toscana) degli anziani quando si spingevano, in direzione sud, oltre Montignoso e lo stesso dicevano i pastori garfagnino che andavano a svernare nella Piana di Lucca. Pure in Versilia, poi, come a Massa e in Garfagnana, si è soliti dire, udendo la parlata viareggina, lucchese, pisana o fiorentina "lu' lì parla toscano", cioè "quello là parla toscano". Allo stesso modo, in tutta quest'area, Lunigiana compresa, così come in Liguria, si sente ancora dire "andare in Lombardia" a qualche anziano con riferimento all'Emilia.A tutt'oggi la cultura, leggende (es. i folletti conosciuti quali baffardelo e linchetto), piatti, tradizioni sono pressoché identiche in tutta l'area che va dallo spezzino, fino alla Versilia, Garfagnana e Mediavalle lucchese, ossia in quell'areale che costituiva il territorio della federazione dei liguri apuani. Nonostante l'incorporazione di queste aree (tranne lo spezzino) nella Toscana, gli sono sostanzialmente estranee. Il processo di frammentazione del territorio apuano inizio in epoca romana, con l'incorporazione della sua massima parte, ma non tutto, nella regione Etruria e poi continuò nel Medioevo, data la mancanza di un centro urbano forte, a seguito del declino di Luni, che assurgesse al ruolo di centro politico e culturale dell'area, cosicché' il territorio cadde precocemente sotto il dominio dei potenti vicini. Questo smembramento dell'area apuana, sebbene influenzo il parlare rompendo l'antica unità linguistica, di tipo ligure arcaica (v.pag. 48 "Ligures Apuani..." di Michele Armanini) non riuscì a cancellare la sostanziale unitarietà culturale dell'area dovuta al comune sostrato ligure apuano. Pure fatti fonetici, morfologici e lessicali rimandano a questa antica unità linguistica non toscana, di tutta l'area. La cosa era così sentita, e nota, un tempo, che nei documenti pontifici e imperiali medioevali Versilia, Garfagnana e Lunigiana sono sempre nominate assieme, come se le tre aree costituissero zone di un medesimo distretto regionale.
Comparazione di frasi in dialetto massese e spezzino:
sp: A me foa a se n'è andà.
ms:La me frola (non si ha qui la lenizione di R ed L sul modello genovese) a se n'è 'nata.
It: La mia favola se ne va.
sp: A te dago a bereta, se te me dè er pan.
ms: A te dagh(e) la b'retta se tu me da el pan.
it: ti do il berretto se mi dai del pane. 
Il “moncero”, dialetto di Montignoso, rappresenta l’ultimo dialetto apuano sopravvissuto in Versilia. Mentre il resto della Versilia si è toscanizzato, a partire dal Basso Medioevo a seguito dell’avanzata di Lucca e Firenze nel territorio. Probabilmente la maggior vicinanza a Massa, nonché il ritorno sin dal 1847 alla provincia apuana salvò Montignoso dall’annientamento totale della parlata apuana, sebbene evidente su di essa sia l’influsso del toscano. Stando a quanto riferito anche da Armanini nel suo "Ligures apuani" pag.50, un tempo in tutta la Garfagnana e Versilia si parlavano dialetti affini al massese e montignosino, poi toscanizzatisi.
Il dialetto di Montignoso e Cinquale, a parte la U finale Al posto della O, è quello che conserva il maggior numero di parole uguali al corso settentrionale perché i signori di Corvaia, Vallecchia e Montignoso amministrarono la Corsica per conto dei Pisani e ancor prima perché in Corsica esistevano nel alcuni castelli medievali di proprietà obertenga che nel mille erano andati in Corsica per sconfiggere gli invasori arabi; 
e
È probabile che nel medio evo, prima della dominazione modenese su Montignoso e di quella genovese sulla Corsica, le due parlate fossero ancora più simili.

## Fenomeni linguistici
Il dialetto massese presenta alcuni dei fenomeni caratteristici dell'area galloitalica ed altri suoi specifici.
- riduzione dei suoni doppi:

terra/terreno → tèra/térén
mattone → maton o "madon"
bella → bela, "beda" o "beja"
cipolla → cipola o "cipoda"o persino "cipoja"
- Tipico del massese è pure la lettura doppia di alcune lettera che in italiano non sono tali. Es Cóttón per cotone.
- la caduta delle vocali atone in finale di parola tranne -a:

vino → vín, ma canna → cànna.
Questo fenomeno è presente in tutto il comune di Massa e in quello di Montignoso.
- dileguo o, più di frequente, riduzione a vocale indistinta ǝ (scevà) delle atone in corpo di parola o, nei participi e negli infiniti, anche finali.

vǝnirǝ, partitǝ, portǝmǝ da berǝ "venire, partito, portami da bere"
Detto fenomeno però non è generalizzabile a tutti i casi, per tutte le varianti locali di dialetto massese. Detto fenomeno, tende a generalizzarsi nelle varianti delle frazioni montane (Antona, Casette, Forno, Resceto ecc.) e di quelle a nord del fiume Frigido, quali Ortola, Mirteto (Mortet'/o, in dialetto) e Romagnano. In queste ultime aree, forse è dovuto all'influenza del vicino carrarino, nel quale decadono le finali diverse da A.
- Fenomeno tipicamente galloitalico del massese è l'uso di forme di Pronomi personali obliqui come pronomi soggetto (mé/te/lú per io/ tu/egli).Mentre la terza persona del pronome personale obliquo oggi si tende a utilizzare in tutto il paese, unicamente settentrionale è a tutt'oggi l'utilizzo del pronome personale obliquo ME (Mi in alcune varietà galloitaliche), con significato di Io.
- Altro fenomeno tipicamente galloitalico del massese, che crea una cesura enorme coi dialetti di tipo toscano, quali il lucchese, è l'uso del pronome clitico soggetto, il cui uso è obbligatorio, per supplire alla caduta delle finali, che talvolta renderebbe impossibile sapere in che persona si stia coniugando il verbo[17]. Le prime tre persone del singolare normalmente non hanno alcuna differenziazione nella coniugazione, cosicché "màgne" vuol dire sia mangio/mangi/mangia. Il soggetto viene esplicitato tramite una forma di pronome clitico:

"a màgne","tu màgne", "i (m)màgne=mangio/ mangi/ mangia". Sempre per questa ragione, in massese, contrariamente che in toscano ed italiano, non è possibile l'ordine libero della frase, la quale deve obbligatoriamente essere soggetto-verbo-oggetto, come avviene pure in francese.
- Caratteristica del massese è pure l'uso del pronome clitico soggetto al femminile, per esprimere il soggetto neutro in terza persona. Ad es. in frasi quali "piove" o "fa freddo", mentre lingue quali l'inglese ricorrono a un neutro di terza persona ("IT"), ed il francese al pronome soggetto maschile ("IL"), il massese, come già detto, ricorre al femminile della terza persona del singolare ("AL"). Infatti "piove" si dice "al pióv(e)"
- può verificarsi l'uso del doppio soggetto (forma tonica + forma atona clitica), come in francese. Esempio: Mé a màgne, Lù i màgne / io mangio, lui mangia. Rifacendoci a questo esempio si nota che le E indistinte, per tutte e tre le persone del singolare della coniugazione dei verbi, massesi, sono di fatto semimute (scevà/ə), a testimonianza di una evoluzione in atto, che probabilmente le avrebbe portate verso una loro scomparsa, troncando la parola sulla consonante finale, sulla falsariga di quanto avvenuto con il passaggio dal francese antico all'attuale francese.
- come in Liguria e al contrario che in Emilia, l'interrogativa è sempre di tipo proclitico: "cós' tú fà'?", cioè "che fai?" (in altogarfagnino e lunigianese si hanno sia forme proclitiche che enclitiche)[18]

Particolare di alcuni dialetti massesi (nelle frazioni montane di Antona e Forno) è un fenomeno cacuminale, solitamente meridionale e siciliano come lo sviluppo di /ll/ in /dd/, che si scempia poi regolarmente in /d/:
galline → gadíne
castello → castèdo
fratello → fratèdo
Nel massese della città e della pianura LL normalmente, oggi, è sostituita da L singola (fratello → fratelo), mentre fino al XIX sec. LL latino doveva dar luogo a un suono simile a D. In talune frazioni (es.Canevara, Altagnana, Pariana, ma anche Turano, Montignoso, Poveromo e Lavacchio) addirittura LL si trasforma in J/I (con suono analogo a quello dello LL nello spagnolo attuale). Questa evoluzione (J) si è avuta pure nel vicino comune di Montignoso. 
Il suddetto fenomeno ha interessato anche l'articolo in massese, derivato dal latino ILLUM. Es. l'uomo, in massese, secondo la varietà locale si può dire l'omo (centro storico), 'd omo (Forno ed altre frazioni) o j'omo (Canevara e altre frazioni).
Particolare generalizzato di tutte le parlate massese, che ne testimonia la persistenza del sostrato apuano preindoeuropeo è l'utilizzo del suono mediopalatale ghj anche dove l'italiano ha GL.
Moglie → Moghjia
Foglia → Foghjia
Meglio → Meghj(e)/Meghjio.
Questo fenomeno è comune a tutti i dialetti di tipo massese, nonché al carrarese. Pure in Garfagnana e in Versilia un tempo questo fenomeno era presente, mentre oggi è in via di scomparsa su pressione del dialetto toscano, irradiato dal capoluogo Lucca. Detto fenomeno è diffuso pure in parte della Lunigiana e della provincia di Spezia a testimonianza dell'antico comune sostrato ligure-apuano. Detta GHJI ha un suono analogo a quello del siciliano nella parola figlio → fighiu, piuttosto che a quello del ghi italiano della parola ghiaiao del fiorentino rustico "pagghia" ecc. il fenomeno pare in continuità con la Liguria genovese e orientale, dove per GL abbiamo sempre g o gg.
Nelle varianti montane e sulla destra del Frigido furono registrati alcuni casi di rotacismo di r preconsonantica (ad es. "guarì ǝ" per l'italiano "cercine" e "quarkò" per "qualcosa", parole che in città sono pronunciate "gualkò" e "qualkò).. Si tratta di un fenomeno lunigianese in continuità col ligure (le analoghe pronunce toscano-occidentali sono separate dal massese da tutta l'area garfagnino-versiliese, che non le possiede). Casi analoghi furono registrati anche a Carrara e dintorni.
Le O talvolta si trasformano in U, soprattutto quando sono seguite da un diminutivo, ma non solo.
Omino → Umin.
"Pochino"→ PUghin. Qui ghi si legge come in italiano.
Coniglio → CUnighjiolo.Qua ghi si legge come nel siciliano fighiu (figlio).
"Così" → "CUscì".Da cui deriva la particella affermativa massese "scì" (sì).
Lontano → LUntan.
Comunione → CUmignon.
Consigliare → CUnsighjiare.
Dormire → DUrmire.
Accomodare/conciare → CUnciare.
Questo fenomeno si riscontra pure in media Garfagnana.
I plurali in massese, normalmente si formano come in italiano, con alcune eccezioni. Quando la parola al singolare termina per N resta invariata in plurale. Pure quando termina al singolare con un vocabolo accentuato, come del resto anche in italiano, il vocabolo resta invariato al plurale.
El fantín → I fantín
El mascalzón → I mascalzón
La cà → Le cà
Tipico del massese, una volta, era anche la chiusura vocalica in protonia, per cui non solo Omino dava origine a Umin, ma anche "proibito" dava origine a "prUib(b)it(o)", "dormire" a "dUrmire", e "venire", "sentire" "frenesia", "pericolo" e "servizio" davano origine a " vinIre", "sintIre", "frInesia", "sIrviz(z)io" e "pIricolo".
Altra caratteristica del massese è la sonorizzazione delle consonanti sorde intervocaliche, ovvero del passaggio di /k/, /t/, e /p/ → /g/, /d/ e /b/. Si tratta di un suono intermedio tra i due precedenti, o meglio, un suono che entra sonoro ed esce sordo, come nelle contigue aree di alta Versilia e Garfagnana. Come è noto la sonorizzazione è fenomeno gallo italico.
Anche le sibilanti (dentali e palatali) intervocali sono, nel massese come nel Nord Italia, costantemente sonore.
Altro particolare del massese è l'assenza dei suoni "NI/LI seguiti da vocale sostituiti da GN e GLI.
Tirrenia → Tirègna.
Elio → Èglio.
Cornelio → Córnèglio.
Fenomeno frequente nel massese è anche la metatesi (inversione dell'ordine di certi fonemi), per cui dentro diviene drent(o),
bicicletta diviene briccichetta,
Garfagnana diveniva Graffagnana, vengo in talune varianti diviene a vegne invece di a venghe.
Fenomeno unico dell'area massese, e circonvicina, rispetto ai dialetti settentrionali è il raddoppio fonetico delle lettere F, B, nonché P e C queste ultime due in maniera più sporadica rispetto alle prime due.
Geografia → Geograffia.
Impossibile → Impossibbile.
Dopo → Doppo..
Coca-Cola → Cocca-Cola..
Come si può osservare la R iniziale di parola normalmente in massese, come nei dialetti circonvicini pure dell'area spezzina (es.Sarzana), è preceduta da una A.
Ricotta → Aricotti.
Spesso il massese conserva la E arcaica (ricollegandosi al latino ed al volgare più antico), dove il toscano moderno e l'italiano hanno il suono I.
"Di"→ De.
"Mio"→ Meo.
"Mi prendo"→ A me pighie.
"Ricordo"→ Ar'-cordo.Qui è muta la E, in quanto come già detto la E interconsonantica in massese scompare.
Per i mestieri dove l'italiano ed il toscano mettono "aio"(es.gelataio) o "aiolo"(acquaiolo), il massese, come i dialetti settentrionali, mette "aro" rifacendosi alla forma latina in "arius", così avremo il "gelataro e l'acquarólo" per rifarci all'esempio portato.
Il massese nella sua forma più pura, tende a non avere vocaboli maschili che terminino con la lettera E, sostituendola con la O, che poi in taluni casi è divenuta muta. Soprattutto quando la finale è preceduta da "n" (es. vin=vino e can=cane). Cosicché si può dire che i maschili terminano normalmente in O, salvo nelle aree a nord di Massa, dove la vocale finale è normalmente scomparsa sul modello della vicina Carrara.
"Mare"→ Maro.
La S se seguita da consonante (es. spaghetti. storia, mosca, etc) si deforma assumendo un suono tipo "SC".
Assente nel massese è la dittongazione italiana UO, restando qui la forma latina in O (suono chiuso in massese); analogamente la dittongazione in IE solitamente è assente, e si ha il suono della E chiuso.
Nuovo → Nóvo.
"Viene"→ I vén.
Fiera.→ Fiéra.
Buono.→ Bón.
La E è pronunciata quasi sempre chiusa anche senza la presenza del dittongo:
Bene.→ Bén.
Sempre.→ Sémpre.
Cento.→ Cénto.
- Tipico del massese, nella sua forma più pura, è la coniugazione della prima persona del plurale non indistintamente in IAMO, come in fiorentino e italiano, bensì in AN-EN-IN secondo la coniugazione dei verbi in ARE-ERE-IRE. Detto fenomeno è presente in gran parte dei dialetti italiani, non toscani, nonché nelle lingue romanze iberiche. Per tanto si ha:"a compran" → "compriamo", "a be(v)en" → "beviamo" e "a venin" → "veniamo". In taluni casi (forse per influenza del toscano o dell'italiano) si ha una coniugazione ricalcata sulla fiorentina in "iamo", per cui si ha "sian" (siamo), voghjan (vogliamo) o ", abbian", piuttosto che "sen", "volen" o "aven" (nella vicina Carrara convivono la forma in aven e abbian).

Alcune varietà di massese, analogamente a quanto avviene in buona parte dell'Alta Italia (es. Lombardia Or.), presentano la eliminazione della V intervocalica.
"Uva"→ "Ua".
"Scrivere" → "Scriere".
"Lavorare" → "Laorare". (a volte tronco "laorà")
"Tua" → "Toa piuttosto che Tova". (tronco "tó")
Altra peculiarità del massese è la posizione del "SI" pronome, che non è la medesima che in italiano.
"Noi non gli si è detto"→"No' a n' s'i è ditt(o)", in cui come si può notare che il SI precede il gli (i), alla maniera dello spagnolo. "I" in massese sta sia per il pronome Gli, che per l'avverbio locativo Ci/Vi alla maniera del francese, occitano e di molti dialetti altoitaliani che appunto si rifanno al latino Hic.
Un'ulteriore curiosità del massese del centro storico e aree adiacenti, è l'utilizzo come soggetto della seconda persona singolare "tu", invece di "te", nonostante i dialetti settentrionali usino di norma il secondo. Difficile è anche ipotizzare se detto fenomeno sia dovuto a influenze del toscano, in quanto i dialetti della Toscana settentrionale a contatto con l'area apuana, usano il "te" e non il "tu", tipico dell'area fiorentina. Nel massese del centro storico, sebbene si adoperi il "tu", il suo uso è diverso dall'italiano in quanto non prende funzione di soggetto vero e proprio, rappresentato dal "te", ma di clitico soggetto (es. te "tu" sen= tu sei). Detto fenomeno sembra comunque una recente innovazione del dialetto massese in quanto presente in una limitata porzione del comune di Massa, con epicentro nel centro storico; mentre le parlate delle limitrofe frazioni montane, così come quelle delle aree a nord del Frigido, non riportano il "tu", ma unicamente il "te", sia come soggetto vero e proprio sia come clitico soggetto.
A volte "tu" e "te" convivono in frasi d tipo "te tu te sen fatto malo"  (ti sei fatto male) anche se sarebbe sufficiente "tu te sen fatto malo" ma siccome è usanza estremamente comune accoppiarli, va ricordato che al primo posto c'è sempre "te" e il successivo è sempre il "tu".
Confronto tra il massese ed il carrarino:
Verbo pagare
(Me) a pagh(ə                  (Me) a pag
(Te) tu/tə  pagh(ə)           (Te) t'pag
(Lu) i pagh(ə)                 (Lu) i pag
(Noàltri/Noantri) a pagàń              (Noàltri/Noantri) a pagàń
(Voaltri) a pagate             (Voàltri) a pagat
(Lori) i paghən             (Lór) i pag'n
Confronto di frasi in massese e carrarino:
A i ó ditto la ragión (Ms) : A i ò dit la rasòn" (Ca). Gli ho detto la ragione", dove "ragione" sta per discorso, o ancora meglio per "avergliela cantata ".
Dé nòtta quand' a n't'arèsce durmíre, quand' i pénziéri ch'i sé dàn appuntaménto al buio, i té rónzen drénto a la coppèla come i bórbólón, affàcciate a la fénèstra (Ms)                       D' nota,quand 'n t riess a durmir, quande i p'nseri ch'i's dan l'apuntamnet al bui,i't ronz'n drent ala tsta come i bordolon, afaz't ala fine'stra. (Ca)
Le principali differenze tra le due parlate contigue, è il passaggio da [ci]- (/ʧi/) e [gi]- (/ʤi/) ad inizio di parola ad una sorta di [zi]- /ʦi/, nel carrarino urbano, fenomeno che non avviene in massese. In quest'ultimo si ha, invece, il passaggio di C dolce a G, o almeno a un suono intermedio tra C e G. 
Altra differenza tra le due parlate è che mentre nel carrarino si ha la sistematica caduta delle vocali finali maschili, in massese detto fenomeno è solo parzialmente presente.Il fenomeno nell'area massese è più evidente nelle parlate a Nord del Frigido (es. Romagnano) in cui ad es. si ha MAGNAT' invece di MAGNATO (It. "MANGIATO) o A VAC invece di A VACHE (It."VADO" oppure A VAG invece di A VAGHE (It."VAGO"); Riguardo alle scritture dialettali c'è confusione nello scrivere le C e le G dunque potrete trovare per es. sia "loghi" e sia "lochi" (luoghi) proprio perché in alcune frazioni prevale la sonorità della C e in altri della G beninteso che il suono è intermediò .↵Le parlate delle frazioni montane, (es. il fornese), per certi aspetti sono più prossime al carrarino, che al massese del centro storico e/o delle aree che danno verso la Versilia. Infatti nelle frazioni montane si conservano i suoni cacuminali, è quasi assente il fenomeno del dileguo di V intervocalica e le vocali tra consonanti tendono a essere mute, proprio come nel carrarino. Mentre la parlata di Marina di Carrara è per taluni aspetti più prossima al massese, che al carrarino del centro storico il quale trasforma [ci]- (/ʧi/) e [gi]- (/ʤi/) ad inizio di parola ad una sorta di [zi]- /ʦi/, fenomeno questo totalmente estraneo alle parlate extraurbane del comune di Carrara.
A livello di lessico il massese ha vocaboli che risalgono alle tre tradizioni dei popoli confinanti. In parte è emiliano (es.franchi=soldi, “scrana=sedia “), in parte è ligure (es.rumenta=immondizia, fanto/fantin=ragazzo/ragazzino, palanche=denaro) ed in parte pure toscano (es. ciccia=carne). Talune parole invece sono genericamente settentrionali (es. "cà=casa") ed altre tipicamente panapuane, ossia proprie solo dei popoli dell'area apuana, come ciortela/ciorteda/ciorteghia=lucertola. "bisalanga/bisangola"=altalena o baffardelo/baffardedo/baffardeghio/buffardello=folletto dei boschi. All’interno del relativamente piccolo territorio del comune di Massa, l’orecchio attento, può facilmente distinguere parecchie varietà del dialetto massese. Nell’arco, a volte, di meno di un chilometro, si sono sviluppate varietà, che sebbene intellegibili a un buon livello, sono pur sempre distinte tra loro per fenomeni fonetici, parte del lessico e soprattutto per accento. La differenza di accento, ad es. tra il massese del centro urbano e quello della frazione di Forno, non è minore di quella che può esservi ad es. tra lucchese e fiorentino in ambito toscano, sebbene Forno disti solo alcuni km dal centro della cittadina apuana. Ciò si deve al forte isolamento e altissimo grado di endogamia che fino all’avanti guerra caratterizzava tutte le frazioni delle Alpi Apuane. Normalmente in ogni paese, attorno a 3/4 cognomi massimo si raggruppa l’80% degli abitanti (es. Ricci e De Angeli a Casette, Ceccarelli e Mignani a Canevara o Alberti, Fruzzetti e Balloni a Forno). Poiché anche i nomi tipici a Massa, in passato tendevano a ripetersi per tutta la popolazione (es. Francesco, Domenico, Alberto, Umberto, Silvio, Piero, Giovanni e Giuseppe) ci si trovava in presenza di moltissime persone coi medesimi nomi e cognomi nella medesima frazione. Quindi per capire a chi ci si riferiva si era sviluppato una serie di escamotages, tra cui lo sviluppo di soprannomi familiari, che andavano a differenziare tra le differenti famiglie con il medesimo cognome (es. di soprannomi familiari erano “Brandan”, “Capeghin”, “Molla”, “Patan”, “Stivalon”, “Tacchetta”, etc). A Massa, ad es. ci sono centinaia di persone con il cognome Ricci, e molti di questi hanno i nomi riportati sopra, quindi per differenziare si usava porre anche il nome del padre, nonché il soprannome del ramo della famiglia. Per tanto se dire Piero Ricci non è sufficiente per capire a chi ci si riferisce essendovi a Massa vari Piero Ricci, occorre porre pure il nome del padre e il soprannome della famiglia. Cosicché il nostro Piero Ricci potrebbe essere chiamato “Pie’de Cecchin de Capeghin” ossia Piero di Francesco del ramo detto Capeghin, della famiglia Ricci. Caratteristica non toscana dell'area massese è pure la presenza di molti cognomi autoctoni che non terminano in I, quali Della Bona, Del Becaro, Del Freo, Dell’Amico, Della Pina, Della Tommasina, Del Sarto, Pegollo etc.

## Fenomeni grammaticali
Pronomi personali soggetto: Me→ io, Tu/te→ tu, Lu'/Le'→ Lui/Lei, Noà(ltri)→ Noi, Vo(altri)→ Voi, Lori→ Loro.
Pronomi possessivi; Meo→ Mio, To(v) o→ Tuo, So(v) o→ Suo, Nostro→ Nostro, Vostro→ Vostro, So(v) o→ Loro.

### Verbi

#### Essere
Indicativo presente: Me a son, Te/tu t'sen, Lù i ghi è, Lé a l'è, No'(i altri) a sian, Vo'(i altri) u sete, Lori i ghi ènn' e Lore a l'ènn' (enne variante femminile).
Imperfetto: Me a ere, Te/tu t'ere, Lù i ghi ere, Lé a l'ere, No'(i)altri a eravan, Vo'(i)altri u erete, Lori i ghi eren e Lore a l'eren'(e).
Futuro semplice: Me a sarò, Te/tu te sarà, Lù i sarà, Lé al sarà, No(i)altri a saren, Vo(i)altri u sarete, Lori i saran e lore al saran'(ne).
Passato remoto: Me a fu(i), Te/tu te fu'(ste), Lù i fu, Lé al fu, No(i)altri a se fu, Vo(i)altri u fuste, Lori i furen e Lore al furen'(e).
Condizionale presente: Me a sare'(bbe), Te/tu te sarebbe, Lù i sarebbe, Lè al sarebbe, No(i)altri a se sarebbe, Vo(i)altri u sareste, Lori i sarebb(e)ne e Lor(e) al sarebb(e)ne.
Congiuntivo presente: Me a scighe, Te/tu te scighe, Lù i scighe, Lè al scighe, Noaltri a scican/sian, Voaltri u scigh(e)te, Lori i scigh(e)ne e Lore a scigh(e)ne.
- - In alcune centri abitati del Massese (Montignoso), il futuro e il condizionale hanno quale radice SIR piuttosto che SAR, cosicché non si avra Sarà, ma Sirà e in luogo di Sarebbe si avrà Sirebbe.

#### Avere
Me a ò, Te/tu t'à, Lu'i ghià e Le' a l'à, Noaltri aggàn/abbian, Vo'(altri) a-ete, Lori i ghian e Lor(e) a l'an.

#### Curiosità verbali
Caratteristica del massese, come degli altri dialetti dell'area apuana è la presenza di diversi verbi che si coniugano in GHE (Go nell'area spezzina). Ad es. staGHE, vaGhe, daGhe. Elemento completamente assente nei dialetti toscani anche se la pronuncia della G è una via di mezzo tra G e C.

#### Il Si impersonale per esprimere la I persona del plurale
Comune in massese, è pure l'uso del Si impersonale, piuttosto che del "NOI", in massese "A 'SSE". Es. veniamo → "A 'SSE VEN ".

#### Affermazione e negazione
Contrariamente alla maggior parte dei dialetti italiani, che usano il Si come particella affermativa, in massese detta particella è resa con l'avverbio "scì", che a sua volta deriva dall'avverbio di modo "cuscì"→ "così".
A Montignoso "scì" è uguale al massese solo per il "si= affermazione" ma negli altri casi diventa "sgì" perciò l'italiano "così"diventa "cusgì" e non come a Massa "cuscì".
A Montignoso anticamente esistevano pure "sine" e "none" oppure "sivve" e "novve" ma ormai non esistono più.
Allo stesso modo, anche parola "baci" e "bacio" sia in massese e sia in montignisino (moncero) diventano "basgi" e "basgio" similmente come nella lingua corsa (in corso "basgi e "basgiu"); allo stesso modo "cacio" diventa "casgio"(Nota: la S è poco marcata). 
L'avverbio di negazione "non" in massese è reso con "ne", come in antico francese (lingua d'Oil), es. I ne pense (Ms)→ Il ne pense (Fr Ant.)→ Non pensa (it).

#### Utilizzo dei tempi verbali
Non sempre si ha una perfetta corrispondenza tra massese ed italiano.
Il gerundio è poco usato in massese, e non si usa mai la perifrasi verbale progressiva, ossia quella costruzione che si utilizza per esprimere un'azione in corso di svolgimento. In questo caso il massese utilizza l'indicativo presente del verbo essere (coniugato), seguito dal verbo dell'azione in corso nella forma dell'infinito. Pertanto la frase "sto mangiando" si tradurrà con " a son a mangnare", invece che con "a staghe magnando".
Pure il futuro verbale ha un uso ridotto nel massese colloquiale, nel quale sovente è sostituito da un semplice presente. Quindi "domani andrò a casa" si traduce più spesso con frasi del tipo"doman a vaghe a cà" piuttosto che con "doman nnarò a cà".

## Filastrocche in dialetto
Dialetto della frazione di Canevara (canovareso in dialetto): "Cat(e) rina, Cat(e) rinetta, sc-pose coj omo ch'i ghiè ricco e galantomo, i ghià 'na cascia de farina che tutt' i dì i se la mugine, (i) ghià do fichi dopp'a la cà, un ghiè secco, uno i ne 'n fa, ghià la fonta sott'a la banca, Cat(e) rina cos' a te manche? A me manche el paravento, che quand'al piove a i pisc' drent(o)."
Versione italiana: Caterina, Caterinetta, sposa quell'uomo che è ricco e galantuomo, ha una cassa di farina che tutti i giorni la rimestola, ha due piante di fico dietro alla casa, uno è secco e l'altro non produce (non ne fa), ha una fonte sotto alla panca, Caterina, cosa ti manca? Mi manca la finestra, che quando piove entra dentro l'acqua.
"Quand(e) i fanti i fan la guera 'n t'el fosso del canalo, per non farse troppo malo a i è la tódica.
Quand(e) l'u(v) a a l'è matura e a la vedghie el cuntadin, per salvarne 'n pupuìn a i vó la tódica.
Quand(e) 'nnando en briccichetta un can i s'appresente a 'bbocarte a ne fa gnent(e) a i è la tódica.
S'idghiarìe po' a cà to(v) a quel ch'i vò le tò palanche te n'lo de(v) e mirarlo gnanch(e), tiri la tódica!
Versione italiana: Quando i bambini fanno la guerra nel fosso del canale, per non farsi troppo male c'è la zolla.
Quando l'uva è matura e la vigilia il contadino, per salvarne un pochino ci vuole la zolla.
Quando andando in bicicletta un cane ti si fa davanti per morderti, non fa niente c'è la zolla.
Se poi c'è a casa tua quello che vuole i tuoi denari, non devi nemmeno guardarli e tiragli una zolla!
La Dama di Guascogna e il re di Cipro, novella di Giovanni Boccaccio, Decam. 1,9:
"A-digh(e) donc', che ‘nt'i témpi del re de Cipr(o), doppo che Goffrè de Bughion ighiev(e) pighiat(o) la Tera Santa a-l'accadet(e) che ‘na bra(v) a fanta de Guascogna a-l'nnette palegrina al Sepolcro e quand(e) artornett(e) ari(v) ata ch'al fu a Cipr(o) d'i mascalzon i-fetten di bbrutti garbi.E lé ar(e) masa lì accorata e sconsolata al pensò de ‘nnare a ar'cor(e) re al re.Ma a-i fu ditt(o) ch'al ere fatica spersa.Perché el re gh'ere tant(o) scemo e cojón, che no solament(e) i n'ere capac(e) de far giustizia per ighialtri, ma gnanch(e) de darse per inteso d'i torti ch'i fevne/faceen a lù.Cuscì ch'ighiev(e) qualco' da sfogar i se sfogav(e) con lù, insultando/ con dai mattana, senza gnanch(e) un po' de v(e) rgogna.
Saput(o) questo, la pora donna disperata, de no poterse vindicare, a-se volle almanc(o) consolare a le spale del re. A i ‘nnete(e) piangendo e a i diss(e) “Oh me signor(o), me a ne vengh(e)/vegn(e) da vo' per dumandarve vendetta, de l'offesa ch'i m'han fatta, en tanto vo' a ne m'aidereste: ma a-ve pregh(e) ch'a m'ensegnat(e), anch'a me, un po', come u a-fate a sopportar quele ch'i fan a vo'.Almanc ‘ aro' la soddisfazinón d'emparar anch'a me, a sopportar con pacenzia la mea.E quant'è vero el Signor(o), s'a-potess(e) a-ve la aregal(e) rebb(e), volontéro, perché tanto vo' a sapet(e) darve pacia de tutto/gnico'.”
El re ch'iggh'ere sémpre stato pegghio e poltron i-se sveghiett(e) tutto a un picchio, e doppo a(v) er vendicat(o), per bén cola donna, d'alora/d'ajora en po' i-castigó forto tutti queli ch'i ne porta(v) en rispetto a la so' corona.
"El Vénto e l Zólo. Massese di pianura, trascrizione di tipo fonetico.
El Vénto de ±ramontana e l Zólo igghj'abbajane en tra de lóri perché ùn i ddicéa d'èssere più ffòrto che qquéd'altro. A n cèrto punto ècchete ch'i vvìdene um piligrìn che i vvinìa avanti !utto mpaparuccia!o ent el zó cappòtto. Aóra i sse mì§ene d'accòrdio e i ddicidéttene che el più ffòrto i sarébbe "ta!o quélo che i ssarébbe arescito a ccavare l cappòtto d'addòsso al piligrìn.
El Vénto, lù, incominciò a bbuffare con tutta la só fòrza, ma scèa,più cch'i bbuffàe e ppiù cche qqued'òmo i sse "trengéa addòsso el zó cappòtto, tanto che a la fin el Vénto, ch'i nn'avéa più ffia!o, i ss'aré§e. El Zólo, aóra, oh, i sse mi§e a sbrombolare dal célo, ma cuscì ffòrto che 'l piligrìn, che i ccrepàe dal caldo, a n cèrto moménto i ddovétte cavarze l zó cappòtto. Al fù cuscì cche lla ±ramontana al dovétte arconósscere che l Zólo igghj'ère più ffòrto che llé.
A l'è piaciu!a la fòla? A la vogghjàn arzintire?

"El Vénto e i SsólE ", versione in dialetto di Antona (frazione montana, del comune di Massa):" Un dèi, i gghj abbajàvEn tra llórE la TramontãnE e i SsólE: lé al dicévE ch'aƒƒ'érE più ffòrtE dE lò£, lò£ i dicévE ch'i gghj érE più ffòrtE dE lé, quand i vvìdErE vEnirE um pEllE‚rèi tutt EmbacuccatE Ent un mantèƒƒE. I ddó abbajò£ i ssE mì§ErE d accòrdE ch'aƒƒ'érE più ffòrtE quél ch'i ffóssE riusscitE a ffar buttàr vìa ei ssó mantèƒƒE ai ppEllE‚rèi. La TramontãnE al cominciò a ssoffiarE fòrtE fòrtE, sèimprE più fòrtE, ma più al soffiavE e ppiù ei ppEllE‚rèi i ssE tEnivE ≈tréttE ei ssó mantèƒƒE. Ala fèi la TramontãnE a ss arèi§E. AƒƒórE ei SSólE i gghj appàrv En célE, i ss accé§E sèimprE più, e dópp um pò ei pEllE ‚rèi i bbuttó vìa ei ssó mantèƒƒE. La TramontãnE (a)i dovéttE rEconósscErE che i SSól i gghj ér più ffòrtE.". Fonte:https://www.bulgnais.com/ventoesole/VS-Antona.html

"El Vénto e el Sólo ", versione in dialetto di Canevara (frazione collinare del comune di Massa):
“Un dì el Solo e la Tramontana igghj’abbajavǝn’. Tutti e dò iggj’evǝn’ la pretension d’ essǝr’ più forto che coj’altro, quand(ǝ) i vidǝn’ vǝnir a sù, un forestéro con una manteja, i dò i sse misǝn d’accordio, ch’i saré(bbe) stato el piu forto quejo ch’i fusse arǝscito a cavai al viaggiatoro el mantejo d’endosso. La Tramontana a(l) enviò a buffare con tutta la sò forza. Ma più ch’al buffave e più ch’el viaggiatoro i se stringeve al sò mantejo, tanto ch’a la fin la pora Tramontana, stracca, al dovette arenderse. El Solo, ajora igghj’apparse ‘nt el célo; e pogo doppo el viaggiatoro i sentite ‘n caloro, ch’a i toccò cavarse el mantejo.Cuscì la Tramontana al dovette arconoscǝrǝ ch’el Solo igghj’ere più forto che lé. 
A t’è piaciuta la mé frola? A la vogghjan arzǝntirǝ ?/ oppure A la vogghjan arcontar’ ‘n altra volta?”
Come facevano il "conto" (la conta in dialetto), una volta, i bambini ("i fanti") quando giocavano a nascondino (To-té nella frazione di Canevara): Unz, duz, trez, quale, qualenz, mela, melenz, tinf, tanf, zero.
NB:Le E poste tra parentesi indicano un suono semimuto di dette lettere, mentre le O tra parentesi indicano le varianti del dialetto massese, poiché in talune varietà (maggioritarie) sono pronunciate ed in altre varietà omesse, sull'esempio delle vicine parlate di Avenza e Carrara.Giova ricordare che C P e T soprattutto quando intervocali, benché scritte come tali in realtà hanno un suono simile a G, B e D.Cosicché "fatica" sebbene si scriva come in italiano in realtà si pronuncia quasi come se fosse "fadiga".La S che precede una consonante invece ha suono Sc, per tanto spale (spalle) va letto SC-pale.Il suono di GHI è simile a quello di fiGHIu in siciliano ossia potremmo scriverlo anche DJ.
Per chi volesse sentire il dialetto massese parlato, si propongono alcuni video, da internet: https://www.youtube.com/watch?v=nnuEDVxN4Q0 oppure https://www.youtube.com/watch?v=BJcoFY_qFgY , e infine un intero film in dialetto massese, https://www.youtube.com/watch?v=lEkJAn_myrk , naturalmente risentono di una certa contaminazione dell'italiano, essendo Massa non un'isola a parte.